# Gliese 3021
Gliese 3021 (GJ 3021, HD 1237) é uma estrela na constelação de Hydrus. Com uma magnitude aparente visual de 6,58, está próxima do limite de visualização a olho nu. Medições de paralaxe pela sonda Gaia indicam que está a uma distância de 57,3 anos-luz (17,6 parsecs) da Terra, correspondendo a uma magnitude absoluta de 5,36.
Esta é uma estrela binária formada por uma estrela de classe G da sequência principal primária e uma anã vermelha secundária. Em 2000, um planeta extrassolar massivo foi descoberto orbitando a estrela primária.

## Características
A estrela primária do sistema, Gliese 3021 A, é uma estrela de classe G da sequência principal com um tipo espectral de G6V, sendo semelhante ao Sol porém um pouco menor, menos luminosa e mais fria. Estima-se que tenha uma massa de cerca de 90% da massa solar, raio de 90% do raio solar e uma luminosidade equivalente a 66% da solar. Sua fotosfera está irradiando energia a uma temperatura efetiva de 5 540 K, o que dá à estrela a coloração amarela típica de estrelas de classe G. Sua metalicidade é um pouco superior à solar, com uma concentração de ferro 26% superior à solar.
Gliese 3021 A tem um alto nível de atividade cromosférica, indicando que é uma estrela jovem com uma idade estimada entre 20 e 800 milhões de anos. A idade, movimento pelo espaço, metalicidade e alta abundância de lítio são consistentes com associação da estrela ao Superaglomerado das Híades, um grupo estelar relacionado ao aglomerado das Híades. O alto nível de atividade gera manchas estelares, o que é evidenciado por pequenas variações aleatórias na magnitude aparente e na velocidade radial da estrela (jitter). Além disso, Gliese 3021 A emite raios-X e possui um complexo campo magnético.
A estrela secundária do sistema, Gliese 3021 B, foi descoberta em 2006 a partir de observações do sistema por óptica adaptativa. Ela foi observada a uma separação de cerca de 3,8 segundos de arco da primária, correspondendo a uma separação física mínima de 68 UA. Imagens tiradas em três épocas diferentes confirmaram movimento comum e detectaram indícios de movimento orbital. Observações espectroscópicas subsequentes determinaram um tipo espectral de M4V, mostrando que a estrela é uma anã vermelha com uma massa próxima de 13% da massa solar.

## Sistema planetário
Em 2000, foi descoberto um planeta extrassolar massivo orbitando Gliese 3021 A, detectado pelo método da velocidade radial a partir de observações pelo espectrógrafo CORALIE entre novembro de 1998 e fevereiro de 2000. Ele tem uma massa mínima de 3,4 vezes a massa de Júpiter e orbita a estrela com um período de 133,7 dias e um semieixo maior de 0,49 UA. Sua órbita tem uma alta excentricidade de 0,51, levando o planeta a distâncias entre 0,24 e 0,74 UA da estrela.
Os dados astrométricos da sonda Hipparcos permitem excluir inclinações orbitais menores que 4,8° e maiores que 175,7° para o objeto, correspondendo a um limite máximo de 46 MJ para sua massa.
| Planeta | Massa           | Semieixo maior (UA) | Período orbital (dias) | Excentricidade |
| ------- | --------------- | ------------------- | ---------------------- | -------------- |
| b       | >3,37 ± 0,09 MJ | 0,49                | 133,71 ± 0,20          | 0,511 ± 0,017  |